# 5e Régiment d'artillerie légère du Canada
Le 5e Régiment d'artillerie légère du Canada (5e RALC) est un régiment d'artillerie de la Force régulière des Forces armées canadiennes. Il est stationné sur la base des Forces canadiennes Valcartier au Québec et fait partie du 5e Groupe-brigade mécanisé du Canada au sein de la 2e Division du Canada.

## Rôle et organisation

Insigne distinctif de la 2e Division du Canada

Le rôle du 5e Régiment d'artillerie légère du Canada est de fournir les ressources d'appui feu au 5e Groupe-brigade mécanisé du Canada. Il s'agit d'un régiment de la Force régulière qui fait partie de la 2e Division du Canada. Il est stationné sur la base des Forces canadiennes Valcartier au Québec. Le régiment comprend deux batteries de M777, canons de 155 mm et une batterie d'acquisition d'objectif. Il comprend également des ressources d'appui aérien avancé, de centre de coordination des feux d'appui et d'acquisition d'objectif. Le régiment compte cinq batteries autorisées désignées par les lettres 《X》, 《Q》, 《R》, 《V》 et 《CS》.

## Histoire de l'artillerie à Québec
En 1775, dans la foulée de l'invasion américaine, une compagnie d'artilleurs au sein de la Milice canadienne a été levée à Québec pour appuyer le Royal Regiment of Artillery de l'Armée britannique. Il s'agit de la première unité d'artillerie canadienne levée à Québec depuis la Conquête britannique en 1763. Lors de la guerre de 1812, des unités d'artillerie furent également levées à Québec pour appuyer les détachements de la Royal Marine Artillery et des Royal Artillery Drivers venus du Royaume-Uni.
Le 25 août 1830, le gouvernement canadien autorisa la création d'un bataillon d'artillerie à Québec à la suite de la construction de la Citadelle de Québec sous le commandement du lieutenant-colonel F.X. Perrault. Dans la foulée des rébellions de 1837, les Britanniques augmentèrent leur effectif d'artilleurs au Canada, mais leurs nombres à Québec demeura le même ; ce qui poussa le lieutenant-colonel Stephen Kirby de l'Artillerie royale britannique à demander l'autorisation de lever trois compagnies de volontaires à Québec. C'est ainsi que la Royal Quebec Volunteer Artillery a été créée. On considère qu'elle est la descendante du bataillon levé en 1830 et une contributrice à la formation de l'artillerie permanente canadienne en 1871.
Dans les années 1850, la guerre de Crimée poussa les Britanniques à retirer leurs troupes du Canada forçant le gouvernement canadien à se doter de forces militaires. Ce qu'il fit en 1855 par la mise sur pied d'une Milice active permanente composée de 74 unités. De ces dernières, quatre étaient francophones dont la batterie d'artillerie de campagne levée à Québec le 31 août 1855 avec un effectif de quatre officiers et 71 hommes. À partir de 1895, elle fut connue en tant que la « 1st Quebec Field Battery ». En 1955, elle fut renommée en « 57th Locating Battery ». Lors d'une réorganisation de la Milice canadienne en 1965, elle fut réduite à un effectif nul. À partir de 1869, Québec avait également quatre batteries d'artillerie de garnison comprenant au total 12 officiers et 172 hommes.
En 1871, les Britanniques retirèrent définitivement leurs troupes militaires du Canada, à l'exception de Halifax, et cédèrent leurs fortifications et casernes au gouvernement du Canada. Ce dernier créa alors deux batteries d'artillerie : la Batterie « A » à Kingston et la Batterie « B » à Québec. Cette dernière fut formée à partir de volontaires de la Milice canadienne et de membres de l'Artillerie royale britannique. D'ailleurs, son premier commandant fut le lieutenant-colonel Thomas Bland Strange, un officier de l'Artillerie royale britannique ayant combattu en Inde et servi en Angleterre, en Irlande, à Gibraltar et aux Antilles avant d'arriver à Québec et qui parlait français. La Batterie « B » était responsable des fortifications de Québec, de Lévis et de l'île Sainte-Hélène et avait un effectif initial de six officiers et 153 hommes. Afin d'atteindre cet effectif et de l'équiper, il a été nécessaire de cannibaliser les unités d'artillerie de la Milice canadienne. Seules les batteries de Québec et de la Beauce ont subsisté jusqu'à ce que la situation se rétablisse graduellement jusqu'en 1878. À cette époque, la Batterie de campagne de Québec comptait quatre officiers et 56 hommes tandis que la Batterie no 1 d'artillerie de place de Québec avait deux officiers et 42 soldats. La Batterie « B » resta à Québec jusqu'en 1880 lorsqu'elle échangea de place avec la Batterie « A » de Kingston jusqu'en 1885.
En 1883, le gouvernement canadien adopta la Loi de la milice qui autorisa, entre autres, la levée d'une troisième batterie pour la Colombie-Britannique. Ainsi, les trois batteries furent regroupées pour former une brigade qui donna naissance au Regiment of Canadian Artillery (le « Régiment de l'artillerie canadienne »). Lors de la rébellion du Nord-Ouest, les batteries « A » et « B » furent placées sous le commandement du lieutenant-colonel Montizambert. La Batterie « A » prit part aux batailles de la Coulée des Tourond et de Batoche tandis que la Batterie « B » participa à la bataille de Cut Knife. À la fin des hostilités, la Batterie « B » revint à Québec.
Au début des années 1890, le nouveau commandant de la Milice canadienne, le major-général Ivor Herbert remplaçant le major-général Frederick Middleton a entrepris une réorganisation importante des forces militaires canadiennes. Ainsi, en 1893, l'artillerie permanente fut réorganisée. Jusque-là, les batteries « A » et « B » comprenaient chacune deux sections : une pour l'artillerie de campagne et une pour l'artillerie de garnison. Le 18 août 1893, elles devinrent strictement des batteries d'artillerie de campagne et restèrent respectivement à Kingston et à Québec. Par la même occasion, deux compagnies d'artillerie de garnison furent créées à partir de ressources existantes. Elles furent nommées no 1 et no 2 et toutes deux stationnées à Québec. Ainsi, l'effectif total autorisé d'artilleurs à Québec et à Lévis étaient de 562 militaires.
La seconde guerre des Boers en Afrique du Sud déclenchée en 1899 fut le premier déploiement outremer des forces militaires canadiennes. Au sein du second contingent canadien, il y avait une brigade d'artillerie formée de trois batteries nommées « C », « D » et « E ». Les deux premières recrutèrent presque exclusivement en Ontario tandis que la Batterie « E » recruta principalement à Québec et à Montréal. Elles participèrent à différentes batailles au cours du conflit.
En 1899, le 6th Quebec and Levis Regiment of Garrison Artillery (le « 6e RÉgiment d'artillerie de garnison de Québec et de Lévis ») a été formé en regroupant les batteries d'artillerie de garnison de Québec et de Lévis. Le 1er mai 1901, les deux batteries d'artillerie de campagne permanentes furent regroupées à Kingston pour former une nouvelle brigade. En 1905, celle-ci fut renommée en « Royal Canadian Horse Artillery » (RCHA) puisqu'elle servait principalement à appuyer la cavalerie.
En 1911, la batterie d'artillerie de garnison de Québec et de Lévis devint le 6th (Quebec and Levis) Coast Regiment, CA (le « 6e (Québec et Lévis) Régiment côtier, AC »). Au cours de la Première Guerre mondiale, de 1914 à 1918, il servit à assurer la défense côtière du fleuve Saint-Laurent en aval de Québec. Les batteries de l'unité étaient alors équipées de canons à tir rapide et stationnées à la pointe de la Martinière, à Beaumont et à Saint-Jean-de-l'Île-d'Orléans. En 1925, elles furent équipées de pièces d'artillerie lourdes et devinrent les 57e, 58e et 59e batterie de la 6th (Quebec and Levis) Coast Brigade, CA (la « 6e (Québec et Lévis) Brigade côtière, AC »). En 1936, l'unité redevint mobile et fut renommée en « 6th (Quebec and Levis) Medium Brigade » (« 6e (Québec et Lévis) Brigade moyenne »).
Lors de la Seconde Guerre mondiale, les trois batteries furent mobilisées. La 57e batterie, qui était stationnée à Québec, fut mobilisée dès le début du conflit et se rendit en Europe en tant que composante du 1st Anti-Tank Regiment, RCA à la fin de l'année 1939. La 59e batterie fut mobilisée le 28 août 1939 et servit à la défense du port de Québec. Finalement, la 58e batterie fut mobilisée en 1941 et, au départ, elle devait faire partie des unités qui formèrent le 20e Régiment d'artillerie de campagne qui était entièrement francophone avec deux autres batteries de Coaticook et de Montréal, mais elle fut plutôt envoyée en Europe, avec la batterie de Montréal, au sein du 4e Régiment d'artillerie moyenne le 8 août 1942 à partir de Halifax. Elle servit en Europe à partir du 9 juillet 1944 après s'être entraînée en Angleterre jusqu'au tir de son dernier obus le 1er mai 1945. Le régiment retourna au Canada en novembre 1945 et fut dissous. Il s'agit de l'unique régiment d'artillerie canadien-français à avoir servi outremer.

## Le5eRégiment

### Création du régiment
Après la Seconde Guerre mondiale, l'effectif militaire du Canada fut grandement réduit et l'artillerie régulière comprenait, en 1946, un seul régiment, le 71st Regiment, RCHA. Au début des années 1950, en pleine guerre froide, trois autres régiments furent ajoutés. Dans les années 1950 et 1960, la présence francophone au sein des Forces canadiennes était très faible. Afin de pallier ce fait, en 1968, il fut proposé de créer des unités francophones, incluant le 5e Régiment d'artillerie légère du Canada. Ce dernier fut officiellement approuvé le 6 mai 1968. Le 30 novembre 1970, il fut assigné au 5e Groupement de combat. Bien qu'il fût associé au Royal Canadian Horse Artillery (RCHA) dès sa formation, un ordre général émis le 26 janvier 1973 le confirma, lui donnant ainsi préséance sur les autres unités de son groupement de combat.
Les Batteries « X » et « Q » furent respectivement organisées à partir du personnel du 3e et 4e RCHA. Le premier obus de 105 mm fut tiré le 6 février 1969. Le 13 février, le régiment reçut ses nouvelles couleurs régimentaires, ce qui confirma sa place au sein de l'Armée canadienne.

### Les obusiers du régiment
Pendant cette même année, le régiment remplaça le 105 mm C1 par le 105 mm L5 d'origine italienne. Cependant, le 105 mm C1 reprit graduellement du service entre la fin des années 1970 et le début des années 1980 au sein du régiment. À partir du 23 juin 1986, le régiment devint entièrement mécanisé grâce à de nouveaux équipements, soit le 155 mm M109 A3, des M113, M548, M577 et M578.  Il reçoit des obusiers LG1 Mark II dont 28 ont été livrés au Canada entre 1996 et novembre 1997.  Le régiment est maintenant doté des obusiers M777 howitzer qu'il a utilisé en Afghanistan.

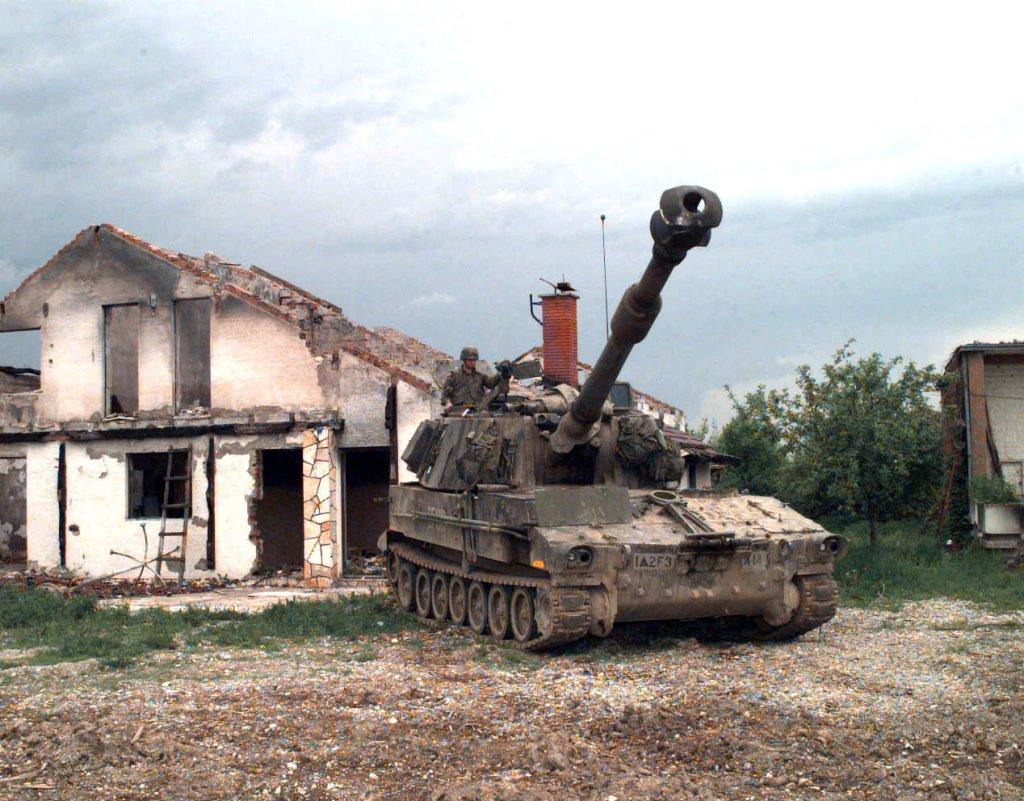
Obusier M109A3

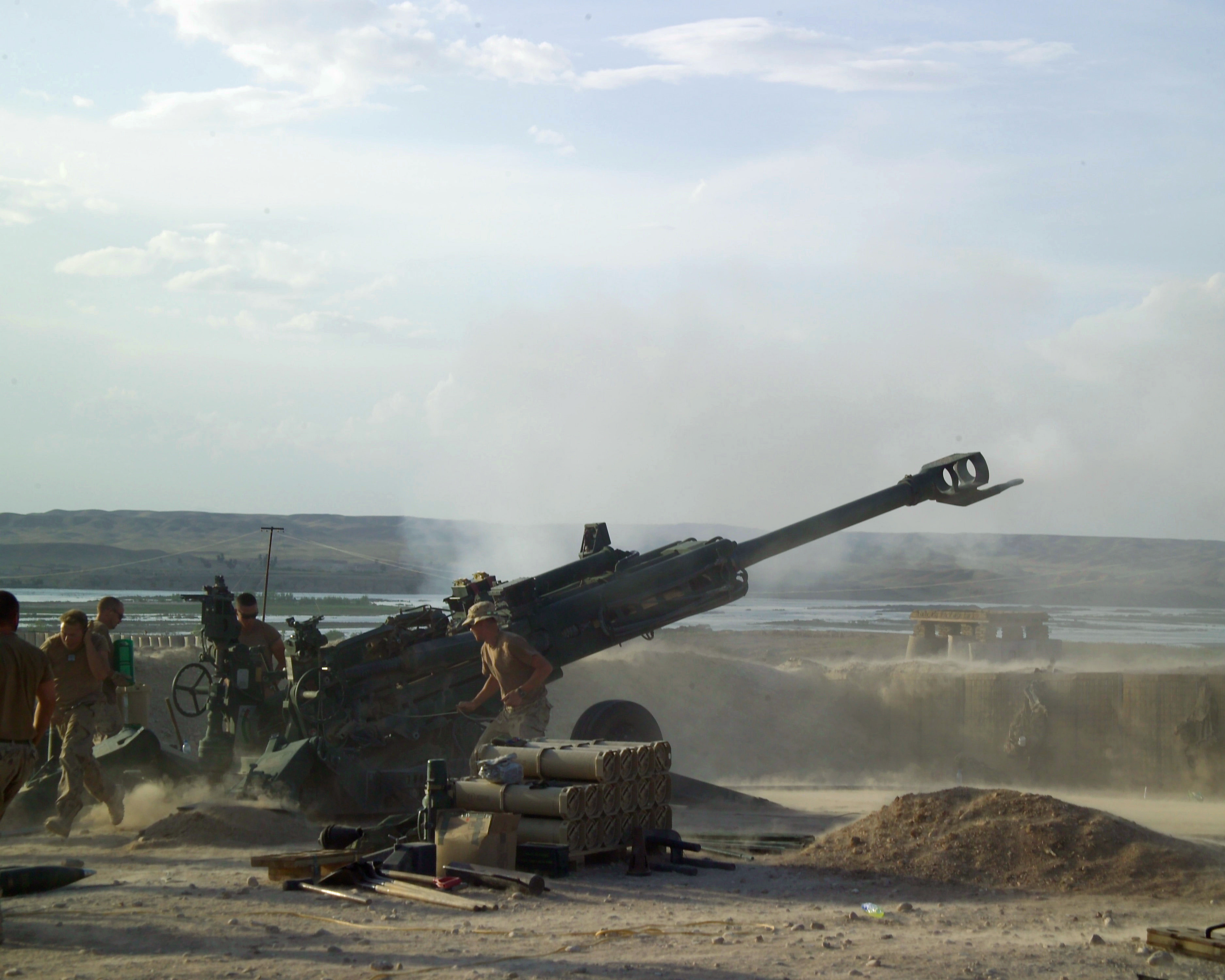
Obusier M777 canadien en Afghanistan

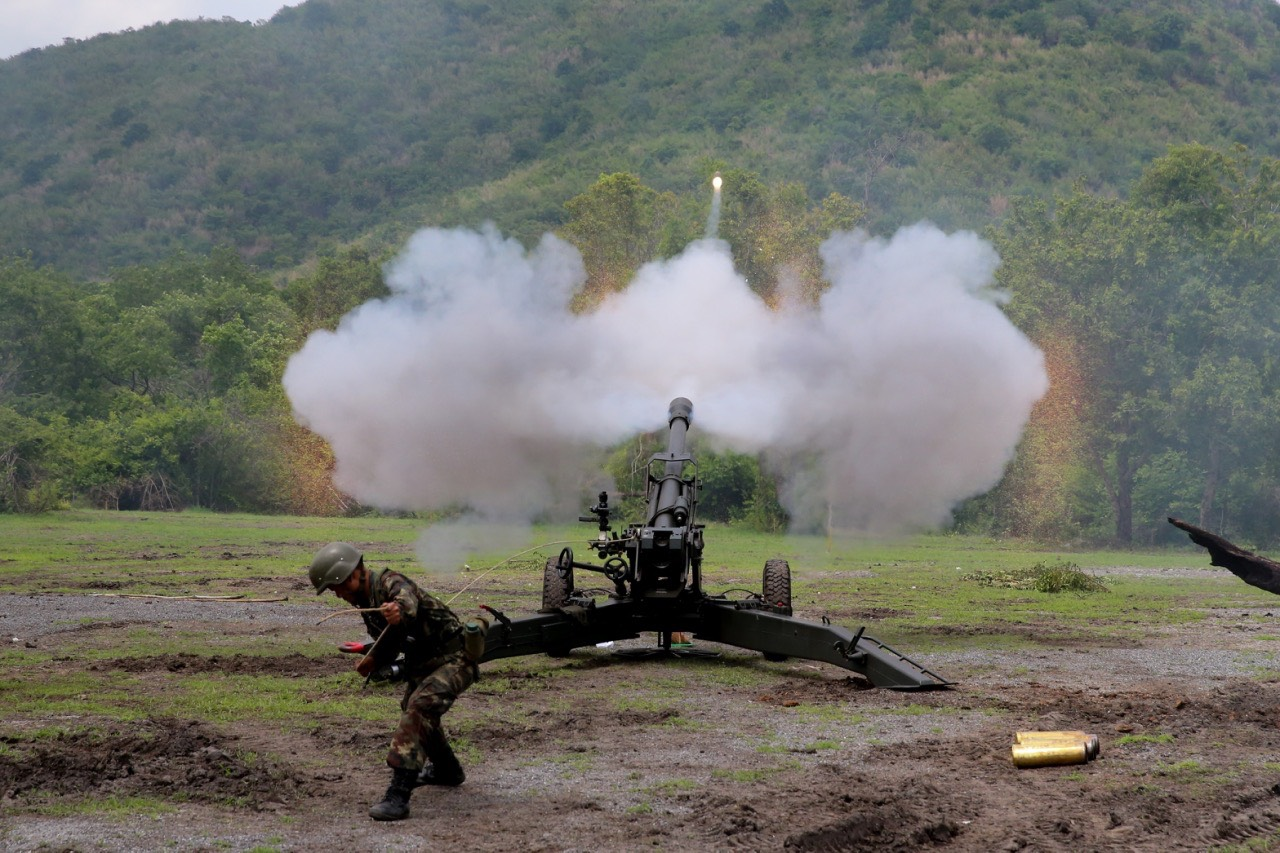
Obusier LG1 Mark II

### Création des batteries additionnelles
Trois batteries additionnelles furent ajoutées au régiment au courant des années.  La Batterie « V » fut créé en 1977 comme une batterie de défense aérienne pour la 5e Brigade et la source de personnel pour la 129e batterie à Lahr en Allemagne; elle a servi jusqu'en 1989 quand elle a du fournir un nombre significatif à la 129e.  La Batterie « R » a été établie en 1984 afin de fournir une troisième batterie de campagne. La Batterie de commandement et service (C&S) fut créée, elle aussi, en 1984 afin de mieux organiser les troupes de service et de soutien du régiment.  Après avoir été déactivée en 1989, réactivée en 1991 pour être désactivée peu de temps après, la Batterie « V » fut réactivée de nouveau le 26 mai 2010 afin de fournir une batterie de surveillance et d'acquisition d'objectif pour le régiment pendant que les Batteries « X » et « R » fournissent des obusiers et la Batterie « V » encadre tous les équipes d'OOA régimentaire.

### Les opérations
Trente-neuf ans après sa formation le régiment a envoyé des contingents au combat pour la première fois; la Troupe « B » de la Batterie « X » a tiré des obus explosifs  à Kandahar en Afghanistan le 22 août 2007. Le régiment a envoyé des contingents à Kandahar encore en 2009 et 2010 .  
Avant ces premières missions de combat, 
le régiment a fait des missions de maintien de la paix.  En effet, le régiment a envoyé des contingents des Casques bleus à Chypre cinq fois , en Bosnie en 1995 et en Haïti en 1996/97. En plus de faire plusieurs petites missions humanitaires, le régiment s'est déployé pour aider la population du Québec à récupérer après la tempête de verglas au Canada oriental de janvier 1998. De plus, le régiment a participé à trois grandes missions de sécurité interne :
- la crise d'octobre de 1970,
- la sécurité pour les Jeux olympiques d'été de 1976
- la crise d'Oka de 1990[14].